# Lidija Kuliš
Lidija Kuliš (Visoko, 2 maggio 1992) è una calciatrice bosniaca, attaccante del Abu Dhabi CC e della nazionale bosniaca.

## Palmarès

### Club
- Frauen-Bundesliga: 1

Turbine Potsdam: 2011-2012
- Campionato di Bosnia ed Erzegovina: 4

SFK 2000: 2007-2008, 2008-2009, 2009-2010, 2010-2011
- Coppa di Bosnia ed Erzegovina: 4

SFK 2000: 2007-2008, 2008-2009, 2009-2010, 2010-2011